# English Ice Hockey League
Die English Ice Hockey League war die erste Profi-Eishockey-Liga in England und in ganz Europa. Sie wurde nur einmal, in der Saison 1903/04, ausgespielt. An der Liga nahmen fünf Clubs teil. Gespielt wurde in zwei Eisstadien in London, dem Prince’s Skating Club in Knightsbridge und dem Hengler’s Ice Rink in der Argyll Street.
Meister der Liga wurden die London Canadians, die hauptsächlich aus kanadischen Expatriaten bestand.

## Endstand
| Platz | Club                                 | Spielort  | Punkte |
| ----- | ------------------------------------ | --------- | ------ |
| 1.    | London Canadians                     | Prince’s  | 14     |
| 2.    | Princes Ice Hockey Club              | Prince’s  | 12     |
| 3.    | Argyll Ice Hockey Club               | Hengler’s |        |
| 4.    | Amateur Skating Club                 | Hengler’s |        |
| 5.    | Cambridge University Ice Hockey Club |           |        |